# Le Livre d'or de la science-fiction : Philip José Farmer
Le Livre d'or de la science-fiction : Philip José Farmer est une anthologie de nouvelles de science-fiction consacrée à l'œuvre de Philip José Farmer, publiée en 1980 en France. Rassemblées par Jacques Chambon, les dix nouvelles sont parues entre 1954 (Totem et Tabou) et 1973 (Fragments sauvés des ruines de mon esprit).

## Publication
L'anthologie fait partie de la série francophone Le Livre d'or de la science-fiction, consacrée à de nombreux écrivains célèbres ayant écrit des œuvres de science-fiction. Elle ne correspond pas à un recueil déjà paru aux États-Unis ; il s'agit d'un recueil inédit de nouvelles, édité pour le public francophone, et en particulier les lecteurs français.
L'anthologie a été publiée en 1980 aux éditions Presses Pocket, collection Science-fiction no 5066  (ISBN 2-266-00844-7), et été rééditée en 1990 dans la collection Le Grand Temple de la S-F avec pour titre Le Jeu de la création  (ISBN 2-266-03657-2).
L'image de couverture a été réalisée par Marcel Laverdet.

## Liste des nouvelles
- Totem et Tabou (Totem and Taboo, 1954)
- L'Homme des allées (The Alley Man, 1959)
- Prométhée (Prometheus, 1961)
- L'Ombre de l'espace (The Shadow of Space, 1967)
- Du fond de la chauffe (Down in the Black Gang, 1969)
- La Voix du sonar dans mon appendice vermifore (The Voice of the Sonar in My vermiform Appendix, 1971)
- Chassé-croisé dans le monde du Mardi (The Sliced-Crosswise Only-on-Tuesday World, 1977)
- Papa travaille… (Father's in the Basement, 1972)
- Après la chute de King Kong (After King Kong fell, 1973)
- Fragments sauvés des ruines de mon esprit (Sketches Among the Ruins of My Mind, 1973)